# Едвард Стайхен

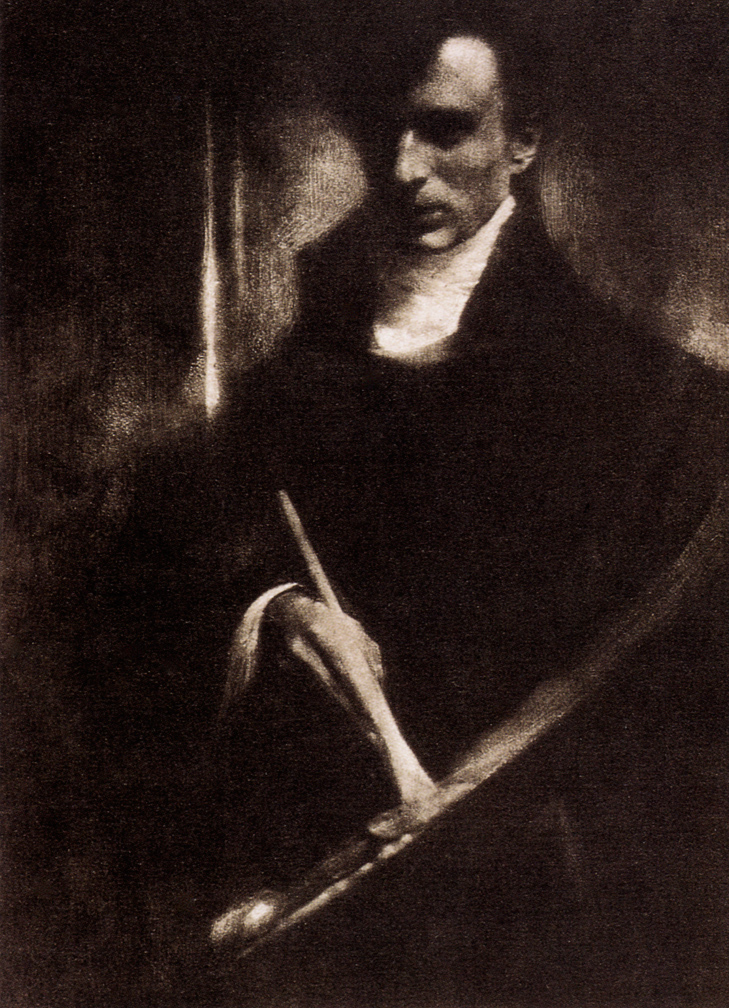
Едвард Стайхен. Автопортрет, 1903

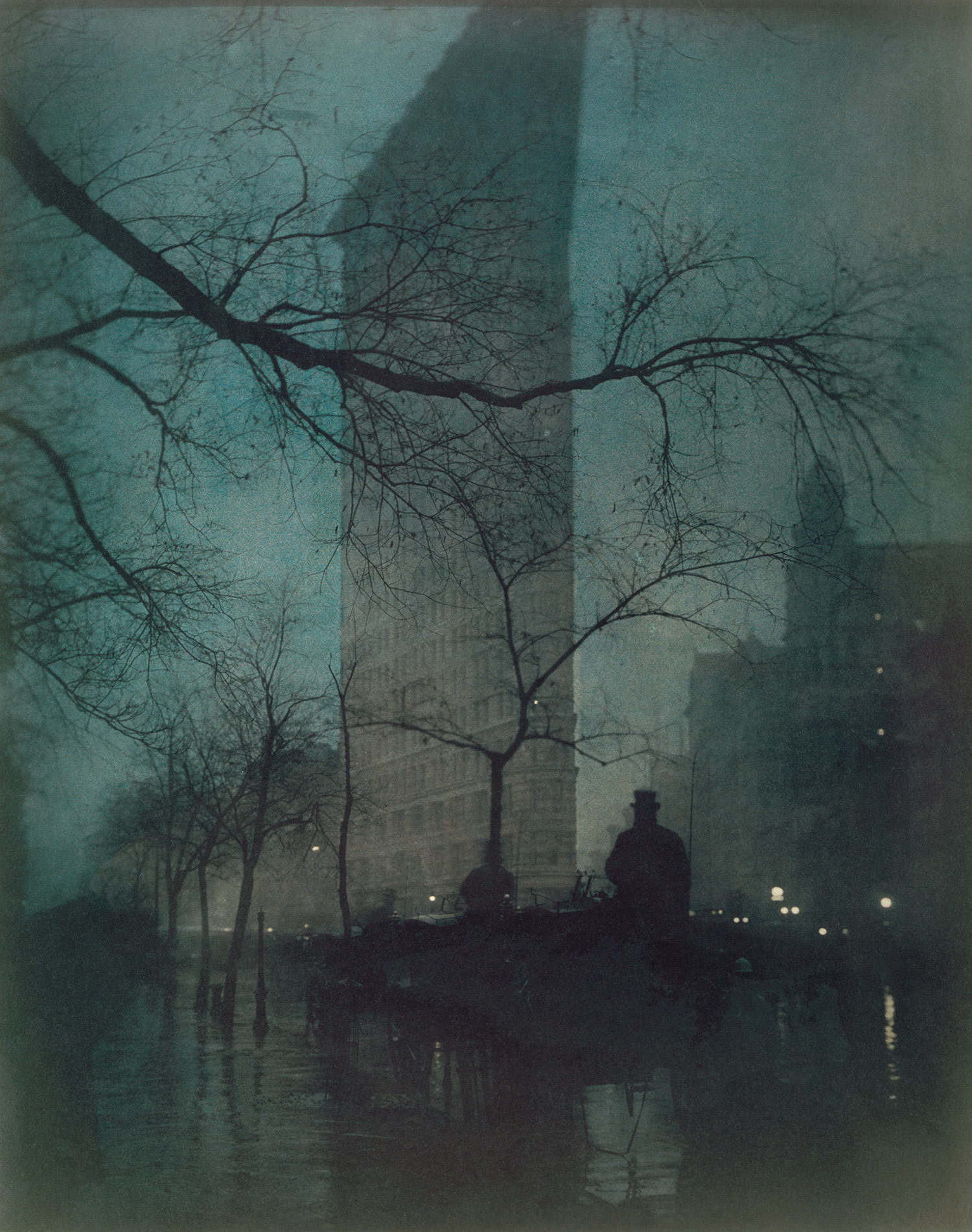
Е. Стейхен. Флет-Айрон білдинг, 1904

Едвард Стайхена або Стейхен (англ. Edward Steichen, 27 березня 1879, Бівінген, Люксембург — 25 березня 1973, Реддінг, Коннектикут) — фотограф, художник, військовий фотограф, куратор, один з найбільш впливових майстрів фотографії XX століття. Разом з Альфредом Стігліцем стояв на чолі американського «Фото-сецесіона». Представник художньої та документальної фотографії. Один із засновників жанру модної фотографії.

## Біографія та творчість
Починав як художник-імпресіоніст, перебував під впливом Родена. Під час Першої світової війни перейшов на позиції безкомпромісного реалізму. Під час Першої світової війни, служачи в сухопутних військах США, викладав рекрутам основи аерофотозйомки. У 1920-і і 1930-і рр. створив серію портретів голлівудських знаменитостей (зокрема, Грети Гарбо), відомий як один з найважливіших представників ранньої модної фотографії.
Під час Другої світової війни Стайхен займався кінодокументалістикою, був удостоєний «Оскара». З 1947 по 1962 рік обіймав посаду директора по фотографії Музею сучасного мистецтва, де на експозиції The Family of Man (Рід людський), 1955 року виставив більше 500 фотографій, що ілюструють основні аспекти людського життя; вони були відібрані з числа 2 млн знімків, надісланих з 68 країн. Передмова до каталогу написав Карл Сендберг, зять Стайхена. 

## Творчість і критика
У своїй книзі Про фотографію Сьюзен Зонтаг розглядає фотографії Стейхена як один з прикладів нової концепції краси. Зокрема, мова йде про фотографії Пляшка молока, яка була виконана в 1915 році. Зонтаг відгукується про фотографії Стейхена зі схваленням і симпатією, вважаючи його фотографії і його проект Рід людський позитивним образотворчим прикладом і зразком позитивної гуманістичної програми в порівнянні з роботами Діани Арбус. 

## Нагороди
- Медаль прогресу (Королівське фотографічне товариство) (1960)
- Медаль прогресу (Фотографічне товариство Америки) (1967)

## Спадщина і визнання
У 2006 році екземпляр фотографії Стейхена «Озеро в місячному світлі» (1904) був проданий на аукціоні «Сотбіс» майже за 3 000 000 $, що на той момент було абсолютним рекордом. 
Іменем Стайхена названа площа в його рідному місті Бівінгене.

## Вибрані роботи
- Edward Steichen: A life in photography. Garden City: Doubleday, 1963
- Steichen E. The Family of Man. New York: The Museum of Modern Art, 1955. ISBN 0-87070-341-2